# Anton Maria Lamberti
Anton Maria Lamberti (Venezia, 12 febbraio 1757 – Belluno, 28 settembre 1832) è stato uno scrittore e poeta italiano.
Console dei Cavalieri di Malta a Venezia, con la fine della Repubblica si ritirò a Belluno con un modesto impiego. Scrisse moltissimo in dialetto veneziano: gran parte della sua produzione in versi è raccolta nei tre volumi delle Poesie (1817).
Tra esse spiccano le orecchiabili e maliziose canzonette. Di queste, particolarmente celebre è La biondina in gondoleta  (1788), che fu musicata da Johann Simon Mayr; su di essa, nel 1859, Franz Liszt compose delle variazioni per pianoforte, intitolate Gondoliera .
Scrisse anche varie malinconiche composizioni di gusto arcadico, che si adattano bene al tramonto di Venezia. Fu anche un acuto osservatore di costume; alcuni suoi inediti sono stati pubblicati con il titolo di Ceti e classi sociali del '700 nel 1959. 
Tradusse in veneziano alcune poesie di Giovanni Meli.